# Treyarch
Treyarch és una companyia desenvolupadora de videojocs fundada en 1996 per Peter Akemann i Doğan Köslü, i adquirida per Activision l'any 2001. Està situada a Santa Monica, Califòrnia. L'any 2005, Gray Matter Interactive es fusionà amb Treyarch.
La companyia és coneguda principalment per ser la desenvolupadora principal dels jocs de la sèrie Call of Duty.

## Jocs desenvolupats
| Nom                                           | Plataforma(es)                                       | Any        |
| --------------------------------------------- | ---------------------------------------------------- | ---------- |
| Die by the Sword                              | Windows                                              | 1998       |
| Die by the Sword: Limb from Limb              | Windows                                              | 1998       |
| Triple Play 2000                              | Nintendo 64                                          | 1999       |
| Draconus: Cult of the Wyrm                    | Dreamcast                                            | 2000       |
| Triple Play 2001                              | PlayStation, Windows                                 | 2000       |
| Tony Hawk's Pro Skater                        | Dreamcast                                            | 2000       |
| Tony Hawk's Pro Skater 2                      | Dreamcast                                            | 2000       |
| Max Steel: Covert Missions                    | Dreamcast                                            | 2000       |
| Triple Play Baseball                          | PlayStation, PlayStation 2, Windows                  | 2001       |
| Spider-Man                                    | Dreamcast                                            | 2001       |
| Tony Hawk's Pro Skater 2X                     | Xbox                                                 | 2001       |
| NHL 2K2                                       | Dreamcast                                            | 2002       |
| Spider-Man: The Movie                         | GameCube, PlayStation 2, Xbox                        | 2002       |
| Kelly Slater's Pro Surfer                     | GameCube, Mac OS X, PlayStation 2, Windows, Xbox     | 2002       |
| Shaun Palmer's Pro Snowboarder 2              | PlayStation 2, Xbox                                  | Cancel·lat |
| Minority Report: Everybody Runs               | GameCube, PlayStation 2, Xbox                        | 2002       |
| NHL 2K3                                       | GameCube, PlayStation 2, Xbox                        | 2002       |
| Spider-Man 2                                  | GameCube, PlayStation 2, Xbox                        | 2004       |
| Ultimate Spider-Man                           | GameCube, PlayStation 2, Xbox                        | 2005       |
| Call of Duty 2: Big Red One                   | GameCube, PlayStation 2, Xbox                        | 2005       |
| Call of Duty 3                                | Xbox 360, PlayStation 3, Wii, PlayStation 2, Xbox    | 2006       |
| Spider-Man 3                                  | PlayStation 3, Xbox 360, Wii                         | 2007       |
| 007: Quantum of Solace                        | Xbox 360, PlayStation 3, Wii                         | 2008       |
| Spider-Man: Web of Shadows                    | Xbox 360, PlayStation 3, Wii                         | 2008       |
| Call of Duty: World at War                    | Xbox 360, PlayStation 3, Windows, Wii                | 2008       |
| Call of Duty: Modern Warfare - Reflex Edition | Wii                                                  | 2009       |
| Call of Duty: Black Ops                       | Xbox 360, PlayStation 3, Windows, Wii                | 2010       |
| Call of Duty: Black Ops II                    | Xbox 360                                             | 2012       |
| Call of Duty: Black Ops III                   | PlayStation 4, Xbox one, PlayStation 3, Xbox 360, PC | 2015       |